# Nazim Huseynov
Nazim Huseynov (2 de agosto de 1969) é um judoca azerbaijano aposentado. Chegou a competir pela União Soviética e pela Comunidade dos Estados Independentes após a dissolução desta. Foi o porta-bandeiras do Azerbaijão nos Jogos Olímpicos de 1996 em Atlanta.
Nazim Huseynov conquistou o título olímpico em Barcelona em 1992. Embora ele seja um judoca do Azerbaijão, na época o título foi oficialmente atribuído à EUN (União das Repúblicas Socialistas Soviéticas). Huseynov foi Campeão Europeu em 1992 e 1993 e ganhou duas medalhas em Campeonatos Mundiais, em 1991 e 1993. Huseynov foi incluído no Hall da Fama da IJF em 2018.